# Guglielmo Guglielmini

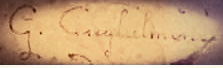
Firma

Guglielmo Guglielmini (Bergamo, 15 dicembre 1870 – Bergamo, 1911) è stato un pittore e decoratore italiano.

## Biografia
Nato a Bergamo nel 1870, trovatello, si formò presso la Scuola d'arte Andrea Fantoni, perfezionandosi in disegno presso la Scuola di pittura dell'Accademia Carrara sita nella città natale sotto la guida del maestro Ponziano Loverini e in seguito presso l'Accademia di Belle Arti di Brera.

Si trasferì in Eritrea nel 1896 per eseguire dei disegni sulla guerra d'Etiopia per alcuni giornali illustrati. Dopo essere rientrare nella città natia, creò una bottega di produzione di vernici e di pittura nell'antica via Sant'Alessandro, accanto a palazzo Belli. Eseguì le decorazioni plastico-pittoriche della cupola e delle arcate della chiesa di San Giorgio martire di Boltiere, gli affreschi della volta e della prima campata della Cappella del Santo Jesus della Chiesa di Santa Maria Immacolata delle Grazie a Bergamo oltre a quelli della Sala delle bibite delle Terme di San Pellegrino progettate dall'ingegnere Luigi Mazzocchi:
 Pittore e decoratore in stile Art Nouveau, partecipò all'Esposizione Internazionale di Milano del 1906 e partecipò al concorso di disegno per la tessera di riconoscimento del Circolo Artistico Bergamasco (1910). Morì a Bergamo nel 1911. I suoi resti sono stati tumulati nel Cimitero monumentale di Bergamo.

## Bibliografia

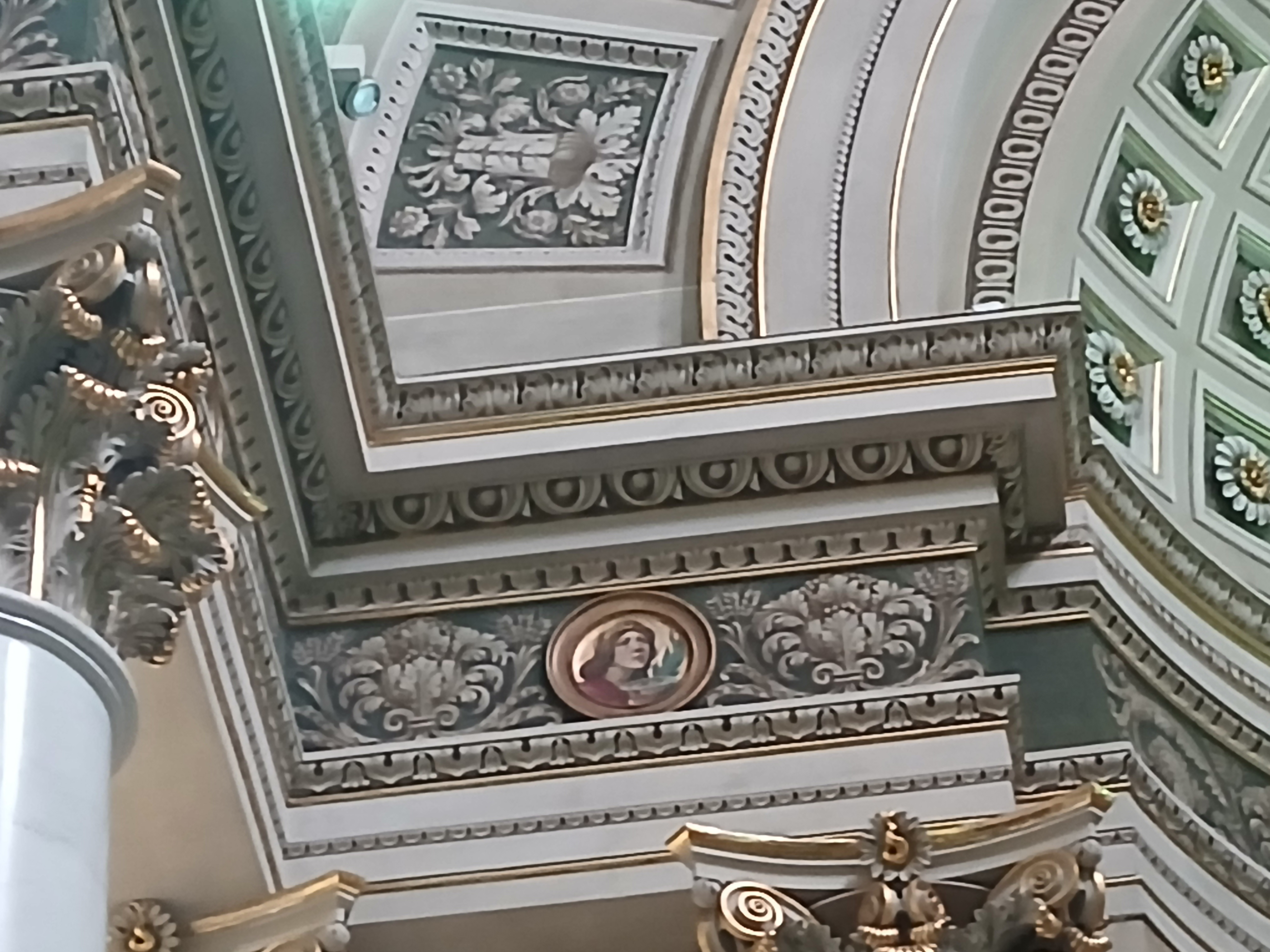
Fregio della trabeazione

## Opere
- Medaglioni con Santi e con Sante: La Vergine Maria, santa Agnese, san Luigi Gonzaga, Cristo Incoronato di Spine, san Carlo Borromeo, san Bernardino da Siena (1898)

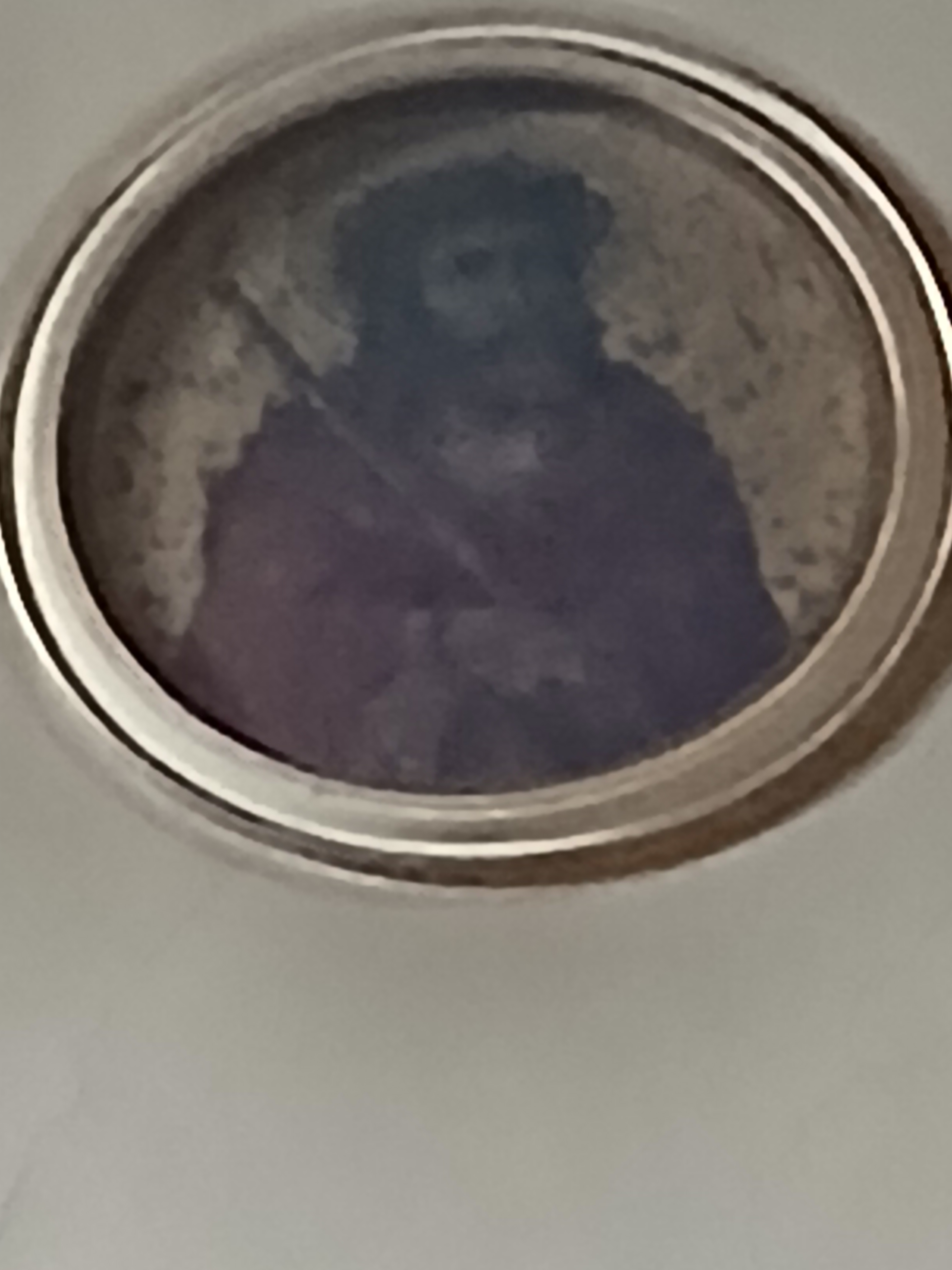
Cristo incoronato di spine, chiesa di Santa Maria Incoronata delle Grazie, Bergamo

- Affreschi in stile pompeiano, Sala delle Bibite delle Terme di San Pellegrino (1901)[10].
- Angeli Portacroce (1903)

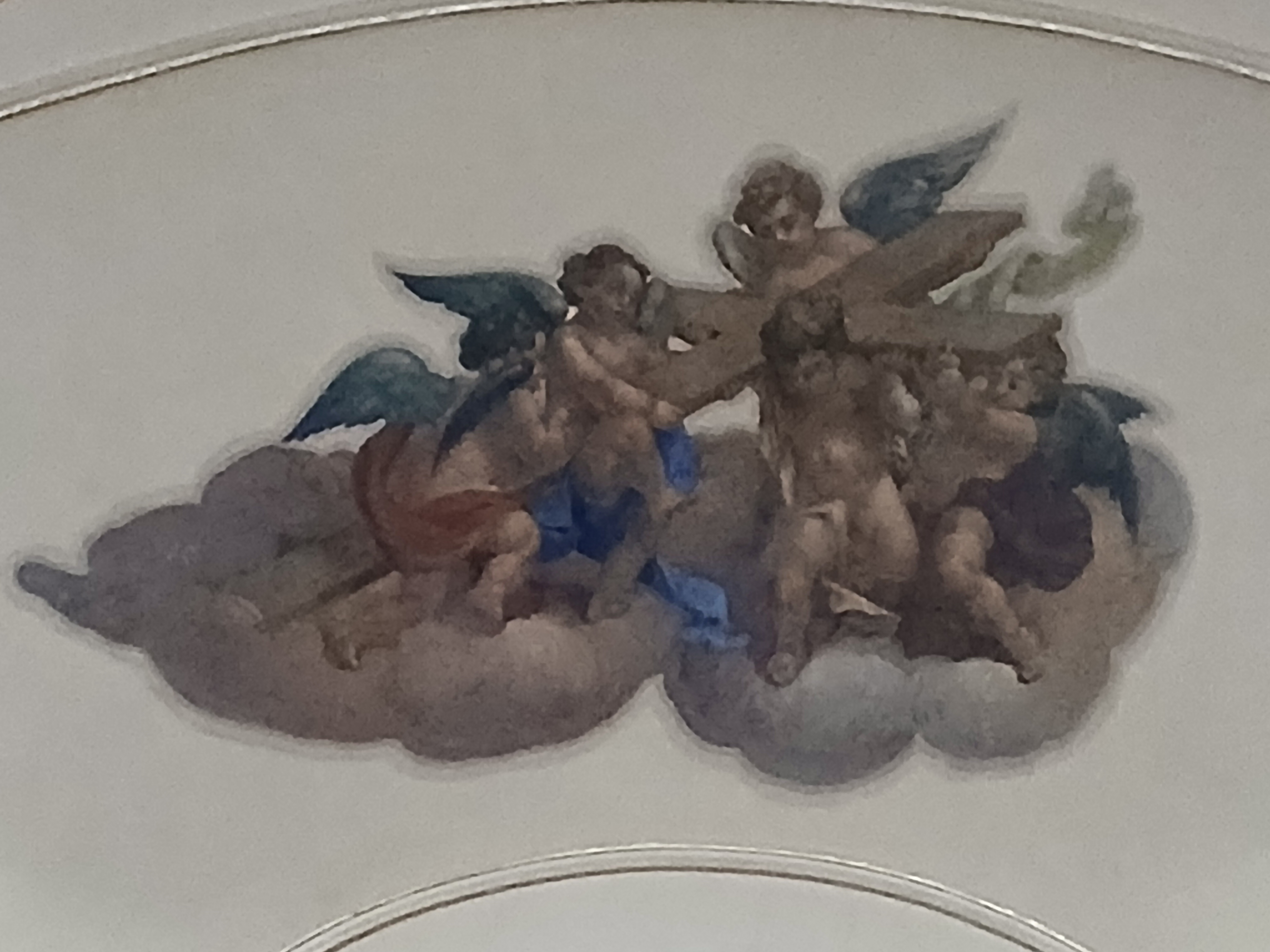
Angeli Portacroce, chiesa di Santa Maria Incoronata delle Grazie, Bergamo

- Decorazioni della cupola e delle arcate della chiesa parrocchiale di San Giorgio a Boltiere (1909)[11]

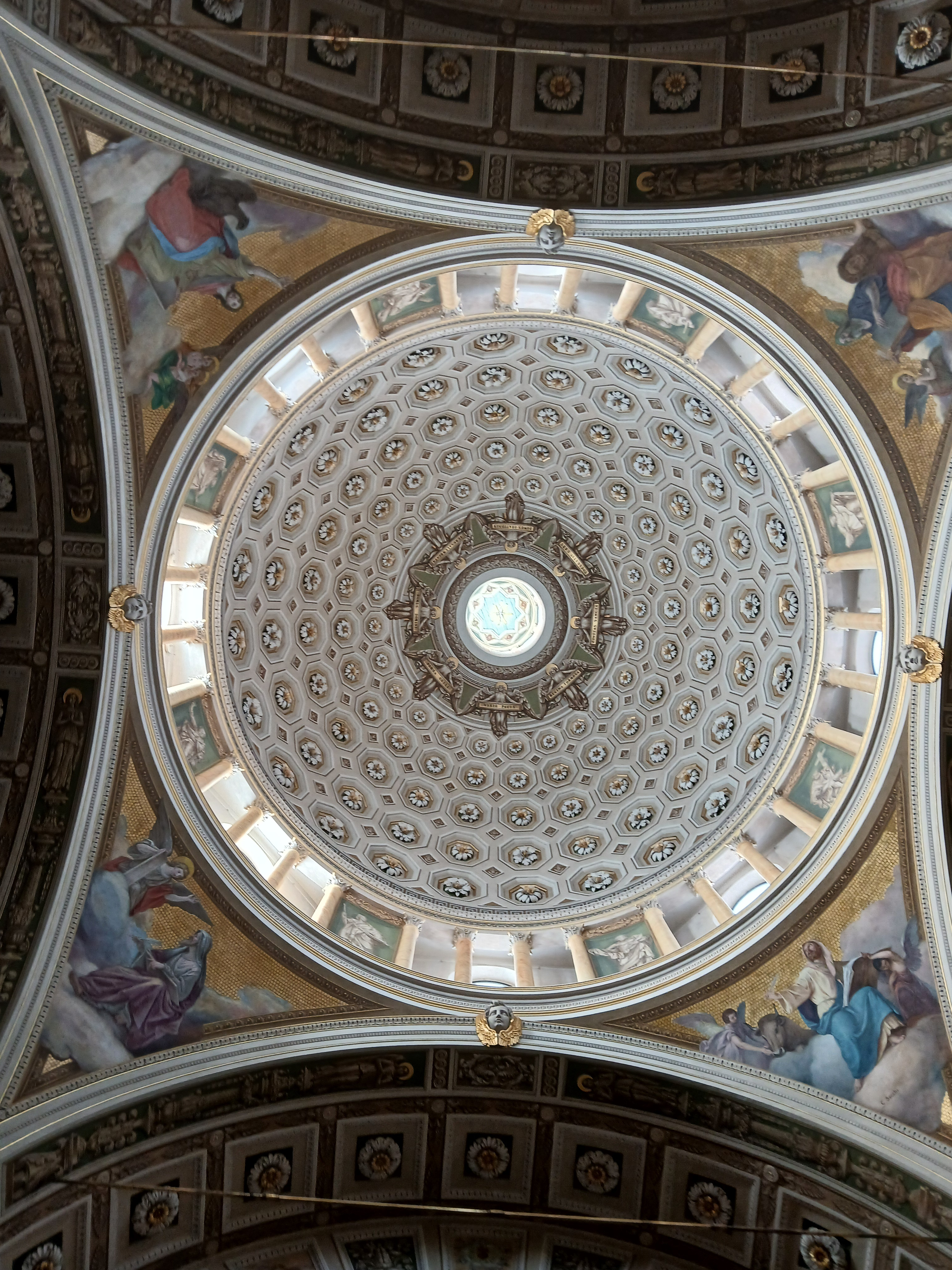
Decorazione della cupola della chiesa di San Giorgio martire, Boltiere (1909)

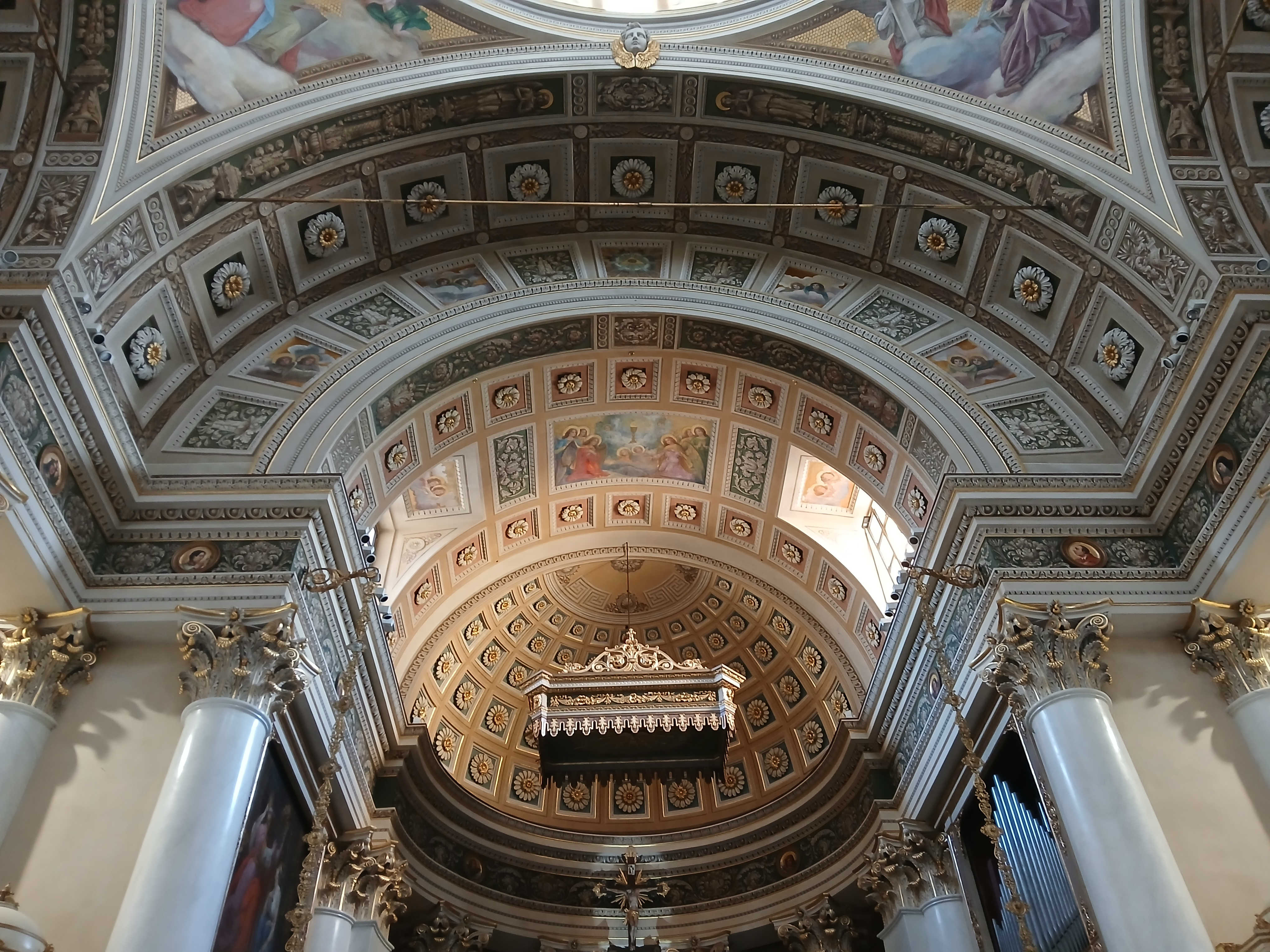
Decorazioni della navata